# Vlag van Maashorst

Vlag van de gemeente Maashorst

De vlag van Maashorst is op 14 november 2024 vastgesteld als de gemeentevlag van de Noord-Brabantse gemeente Maashorst, en is gebaseerd op het in juni 2022 vastgestelde gemeentewapen. In het wapen van Maashorst zijn de kleuren en elementen van de wapens van de voormalige gemeenten Landerd en Uden gecombineerd. Zo is de groene keper van Landerd opgenomen, evenals de karbonkel uit het oude wapen van Uden.

## Galerij

Het wapen van Maashorst
Logovlag in gebruik vóór het invoeren van de nieuwe gemeentevlag, die niet opgenomen kon worden in het vlaggenregister.
Het wapen van Uden
Het wapen van Landerd

Alphen-Chaam · Altena · Asten · Baarle-Nassau · Bergeijk · Bergen op Zoom · Bernheze · Best · Bladel · Boekel · Boxtel · Breda · Cranendonck · Deurne · Dongen · Drimmelen · Eersel · Eindhoven · Etten-Leur · Geertruidenberg · Geldrop-Mierlo · Gemert-Bakel · Gilze en Rijen · Goirle · Halderberge · Heeze-Leende · Helmond · 's-Hertogenbosch · Heusden · Hilvarenbeek · Laarbeek · Land van Cuijk · Loon op Zand · Maashorst · Meierijstad · Moerdijk · Nuenen, Gerwen en Nederwetten · Oirschot · Oisterwijk · Oosterhout · Oss · Reusel-De Mierden · Roosendaal · Rucphen · Sint-Michielsgestel · Someren · Son en Breugel · Steenbergen · Tilburg · Valkenswaard · Veldhoven · Vught · Waalre · Waalwijk · Woensdrecht · Zundert